# 富强路街道
富强路街道，是中华人民共和国内蒙古自治区包头市青山区下辖的一个乡镇级行政单位。

## 行政区划
富强路街道下辖以下地区：
富强路五号街坊社区、赛音道一号街坊社区、富强路一号街坊社区、富强路三号街坊社区、丰产道二号街坊社区、锦林社区、丰产道一号街坊社区、富强路四号街坊社区和园林新村社区。